# Шевченкове-Південне
Шевченкове-Південне — проміжна станція 4-го класу Харківської дирекції Південної залізниці, на лінії Коробочкине — Куп'янськ-Вузловий між станціями Гракове і Травневе.
Розташована на двоколійній електрифікованій змінним струмом дільниці, в селищі Шевченковому Куп'янського району Харківської області. На станції зупиняються пасажирські та приміські поїзди.
Відкрита в 1895 під назвою Булацелівка. Наприкінці 1980-х перейменована на сучасну назву.